# Francisco Vergara Mayorga
Francisco de Vergara Azcárate Mayorga y Olmos (1647-1680) fue un criollo encomendero, Regente contador de la Real Hacienda con asiento en el tribunal de cuentas de Santafé en el Nuevo Reino de Granada.

## Biografía
Francisco fue hijo del tesorero real, gobernador y capitán general de la provincia de Cartagena de Indias y luego alcalde de Santafé Antonio de Vergara Azcárate y Dávila del cual heredó la encomienda de Tabio y Serrezuela en 1660 y por parte de su madre, Alfonsa López de Mayorga Fonseca y Olmos, es descendiente de los conquistadores Juan de Olmos y Alonso de Olmos, también nieto del capitán Alonso López Hidalgo de Mayorga y bisnieto de Juan de Olmos y Ortega. Patriarca del noble linaje de la familia Vergara Azcárate de Santafe de Bogotá, uno de los más nobles e influyentes en Colombia durante el siglo XVIII.
Siguió los pasos de su padre en los oficios públicos de contador mayor en el tribunal de cuentas de Santafe y audiencia de cuentas, con asiento dado el 7 de abril de 1660, sirvió al reino en tal cargo por 20 años enriqueciendo la real hacienda durante ese periodo, participó en el control de las cobranzas y fraudes de las esmeraldas sacadas de las minas de Muzo y en mariquita para la recaudación de Azogues.
Se casó con Úrsula Gómez de Sandoval y Mesa, hija del sargento y capitán español Gabriel Gómez de Sandoval y Arratia, constructor de la capilla del sagrario de Bogotá y descendiente de la nobílisima casa de Sandoval, y de su esposa María Josefa Cortés de Mesa Maldonado. Posteriormente se convirtió en el primer mayordomo de este templo finalizado en 1700, hoy Patrimonio Nacional de Colombia.
Juan Flórez de Ocariz, en sus Genealogías del Nuevo Reino de Granada lo menciona entre ‘’entre los sujetos de oficios y puestos preeminentes e insignes en algún Ministerio´´ del Nuevo Reino de Granada.
Murió joven y dejó la dehesa de Casablanca en Serrezuela a su esposa y seis hijos, casa que luego perteneció a uno de sus descendientes el escritor José María Vergara y Vergara, 215 años después de su muerte. Está enterrado en la capilla del sagrario de Bogotá junto a su esposa y descendientes.